# هارد باپ
هارد باپ (انگلیسی: hard bop) زیرشاخه‌ای از موسیقی جاز است که در امتداد موسیقی بیباپ شکل گرفت. اصطلاح «هارد باپ» در دههٔ ۱۹۵۰ از سوی مطبوعات و رسانه‌ها به جریانی تازه اطلاق شد که در آن مؤلفه‌های سبک‌های ریتم اند بلوز، گاسپل و بلوز به‌ویژه در نوازندگی ساکسوفون و پیانو به‌کار گرفته می‌شد.
از بزرگان هارد باپ می‌توان هورس سیلور، چارلز مینگس، کننبال ادرلی، مایلز دیویس، تلانیوس مانک و تاد دمرون را نام برد.